# Рік Гейтс (політичний консультант)
Річард В. Гейтс III (англ. Richard W. Gates III, нар. 1971 або 1972) — американський політичний консультант і лобіст. Давній діловий партнер Пола Манафорта. Займав посаду заступника Манафорта, коли той працював менеджером виборчого штабу під час президентської кампанії Дональда Трампа 2016 року. Йому і Манафорту в жовтні 2017 пред'явлено звинувачення, пов'язані з їх роботою консультантами політичних діячів в Україні.

## Раннє життя та освіта
Рік Гейтс — син Річард В. Гейтса молодшого, відставного підполковника армії США, який є засновником і головним виконавчим директором Gates Group International, компанії з управління та інформаційних технологій, яка базується в Принц-Джордж (штат Вірджинія). У дитинстві Гейтс жив на багатьох базах армії США як всередині країни так і за кордоном. 1994 року закінчив коледж Вільяма і Мері зі ступенем у галузі управління. Пізніше він здобув ступінь магістра в області державної політики в Університеті Джорджа Вашингтона.

## Кар'єра
На початку своєї кар'єри Гейтс проходив стажування у Вашингтоні в консалтинговій фірмі Black, Manafort, Stone and Kelly (BMSK). Там він працював з лобістом республіканців Ріком Девісом, зрештою 2006 року почавши працювати на нього і Манафорта у новій консалтинговій фірмі Davis Manafort, з офісом у Києві (Україна). Серед клієнтів Гейтса були такі люди, як президент України Віктор Янукович і російський олігарх Олег Дерипаска, взявши на себе цю роботу, коли Девіс залишив фірму в 2008 році для роботи в президентській кампанії Джона Маккейна. Разом, вони відіграли важливу роль в організації зустрічі між Маккейном і Дерипаскою в 2006 році.
У червні 2016 року Дональд Трамп найняв Манафорта керувати своєю передвиборчою кампанією на пост президента, і Гейтс поїхав за своїм діловим партнером. Гейтс проробляв щоденні заходи кампанії. Він взяв на себе відповідальність за явний плагіат у промові Меланії Трамп на Національному з'їзді республіканців 2016. Гейтс залишився продовжувати кампанію після того, як Манафорта усунули, а потім перейшов працювати збирачем коштів для Національного комітету республіканців та Інавгураційного Комітету Дональда Трампа. Потім він допоміг створити протрампівську неприбуткову групу під назвою «America First Policies», але його виключили з організації в зв'язку з причетністю до зарубіжних фірм Манафорта.

## Звинувачення і арешт
27 жовтня 2017 року Велике федеральне журі пред'явило Гейтсу і Манафорту звинувачення в рамках Спеціального прокурорського розслідування під керівництвом Роберта Мюллера щодо російського втручання в американські вибори 2016 і пов'язані з цим питання. Цих двох чоловіків звинувачено за дванадцятьма пунктами в змові проти Сполучених Штатів, неправдивих свідченнях, відмиванні грошей в розмірі «десятків мільйонів доларів», і відсутності реєстрації як іноземних агентів в Україні, як того вимагає Закон про реєстрацію іноземних агентів. Звинувачення стосуються лише їхньої роботи консультантами на користь проросійського уряду в Україні і не мають жодного стосунку до передвиборчої кампанії Трампа.
Манафорт і Гейтс обидва здалися ФБР 30 жовтня 2017 року, і на судовому засіданні подали заяву про невизнання себе винними. В очікуванні суду Манафорта і Гейтса випущено під заставу відповідно 10 і 5 мільйонів доларів США. Прокуратура кваліфікувала їх як людей, які здатні на втечу, і як запобіжний захід вони здали свої паспорти і були поміщені під домашній арешт.